# 1유전자 1효소설
1유전자 1효소설(一遺傳子一酵素說, 영어: one gene one enzyme theory)은 1941년에 조지 웰스 비들(George Beadle, 1903년 10월 22일 - 1989년 6월 9일)과 에드워드 로리 테이텀(Edward Tatum, 1909년 12월 14일 - 1975년 11월 5일)이 발표한 붉은빵곰팡이(곰팡이의 일종)를 이용한 실험을 통해 유전자가 효소의 합성에 관여한다는 이론이다. 이 이론은 유전자가 단백질 합성과 밀접한 관련이 있다는 것이 대한 실마리를 제공하였으며 1유전자 1단백질설, 1유전자 1 폴리펩타이드설로 발전하는데 이바지하였다.

## 이론에 사용된 실험- 붉은빵곰팡이의 영양 요구주 실험
1.붉은빵곰팡이의 야생종은 최소 배지에서 필요한 물질을 스스로 합성하여 자랄 수 있다.
2.붉은빵곰팡이의 포자에 자외선이나 X선을 쪼여 완전 배지에서는 자라지만 최소 배지에서는 자라지 못하는 돌연변이주를 얻었다. 돌연변이주는 최소 배지에 아미노산과 비타민 같은 특정 영양소를 공급하지 않으면 자랄 수 없는데, 이러한 돌연변이주를 영양 요구주라고 한다.
3.비틀과 테이텀은 최소배지에 아미노산의 종류인 오르니틴,시트룰린,아르지닌 중 한가지를 넣어주고, 각 돌연변이주의 생장 정도를 조사하여
최소배지: 야생종만 물질합성
최소배지+오르니틴: 야생종,돌연변이1형 물질합성
최소배지+시트룰린: 야생종,돌연변이1형,돌연변이2형 물질합성
최소배지+아르지닌: 야생종,돌연변이1형,돌연변이2형,돌연변이3형 물질합성
라는 결과를 얻었다.
4.돌연변이주를 분석한 결과 각 돌연변이주는 서로 다른 한 유전자에 이상이 생겼다는 것을 알았다.

## 정리
1.각 돌연변이주가 아르지닌을 첨가한 배지에서는 모두 자랐으므로 붉은빵곰팡이의 생활에 아르지닌이 꼭 필요하다. 야생종은 최소 배지의 전구 물질로부터 아르지닌을 합성하여 살아갈 수 있다.
2.돌연변이주는 붉은빵곰팡이가 자라는 데 반드시 필요한 아르지닌을 합성하는 과정에 관여하는 효소에 결함이 있기 때문에 최소 배지에서 살 수 없다. 돌연변이주의 유전자 이상에 의해 효소의 결함이 나타났으므로 유전자는 효소의 합성에 관여함을 알 수 있다.
3.세 가지 영양 요구주는 각각 아르지닌이 합성되는 데 관여하는 서로 다른 유전자에 돌연변이가 일어난 것이다. 이것은 물질대사의 각 단계에서 작용하는 효소가 서로 다른 유전자로부터 만들어진다는 것을 의미한다.

## 일유전자 일단백질설
일유전자 일단백질설(一遺傳子一蛋白質說,one gene–one protein)은 단백질은 유전자에 의하여 생성되는데 단백질마다 지배하는 유전자가 다르다는 설. 이 학설은 일유전자 일효소설로부터 발달하였으며, 일유전자 일폴리펩티드설로 발전하였다.

## 일유전자 일폴리펩티드가설
일유전자 일폴리펩티드 가설(一遺傳子一polypeptide假說,one gene–one polypeptide)은 하나의 유전자가 단백질 구성 단위인 하나의 폴리펩티드 합성을 지배한다는 가설이다. 유전자형(genotype)이 일대일대응에서 분자수준의 단백질을 형성하고 표현한다는 이러한 사실은  단백질(폴리펩티드)의 표현형(phenotype)을 이해할 수 있다는 점에서 시사하는 바가 크다.

## 같이 보기
- 세포 내 공생설